# كونستانس شارف
كونستانس شارف (بالألمانية: Constance Scharff)‏ هي عالمة أعصاب ألمانية، ولدت في 13 أغسطس 1959.